# Allan Houston
Allan Wade Houston (Louisville, 20 april 1971) is een voormalig Amerikaans basketballer. Hij won met het Amerikaans basketbalteam de gouden medaille op de Olympische Zomerspelen 2000 in Sydney. 
Houston speelde voor het team van de University of Tennessee, voordat hij in 1993 zijn NBA-debuut maakte bij de Detroit Pistons. In totaal speelde hij 12 seizoenen in de NBA. Tijdens de Olympische Spelen speelde hij 7 wedstrijden, inclusief de finale tegen Frankrijk. Gedurende deze wedstrijden scoorde hij 56 punten.
Na zijn carrière als speler was hij (assistent) general manager voor verschillende teams. Sinds juli 2019 is hij werkzaam bij de New York Knicks.